# Aéroport d'Auxerre - Branches
Pour les articles homonymes, voir AUF.
L’aéroport d’Auxerre - Branches (code IATA : AUF • code OACI : LFLA) est un aéroport ouvert à la circulation aérienne publique (CAP) situé sur les communes de Branches, Charbuy et Appoigny, à 8,5 km au nord-ouest d’Auxerre dans l’Yonne (région Bourgogne-Franche-Comté, France).
Propriété d'un syndicat mixte composé de la communauté d'agglomération de l'auxerrois, du département de l'Yonne et de la région Bourgogne-Franche-Comté depuis les lois de décentralisation, l'aéroport a été géré jusqu'au 5 février 2016 par la Chambre de Commerce et d'Industrie de l'Yonne. La délégation de service public a ensuite été confiée à la société SNC-Lavalin Aéroports dont les actifs ont été repris par EDEIS "l'allié des territoires" en 2017.
Il est utilisé pour le transport aérien (national et international) et pour la pratique d’activités de loisirs et de tourisme (aviation légère). L'aéroport est ouvert 7j/7 au trafic IFR et VFR. En 2018, il a accueilli plus de 6800 mouvements (32% vols aéroclubs, 21% vols privés français et étrangers, 18% vols basés, 13% écoles de pilotages professionnels, 7% Armées, 4% SAMU, 3% vols d'affaires, 2% Gendarmeries/Douanes/évacuations sanitaires). L’aéroport sert également au transport des joueurs de l’AJ Auxerre.

## Histoire
En 1966, la Chambre de commerce et d'industrie d'Auxerre décide de construire l'aérodrome d'Auxerre-Branches.
Il est créé le 9 mars 1970. Il remplace alors l'aérodrome d'Auxerre-Monéteau dont une partie de l'emprise était fort intéressante pour le développement économique d'Auxerre et dont l'armée de l'Air, propriétaire, n'avait plus besoin.
Ce transfert a permis à la CCI d'Auxerre de réaliser les zones industrielles de la Plaine des Isles puis Terre du Canada pour assurer le développement économique de l'Auxerrois et de l'Yonne.
L'aéroport, quant à lui, est inauguré en 1973, en présence de Jean Chamant, ancien ministre des transports et président du conseil général de l'Yonne et de Jean-Pierre Soisson, maire d'Auxerre et conseiller général.
À la suite de l'échange avec l'emprise de Monéteau, l'aéroport devient propriété de l'État qui en confie la gestion à la CCI d'Auxerre.
En 1976, Bourgogne Air Service, compagnie d'aviation de transport à la demande, s'installe sur l'aéroport.
En 1979, Chaillotine Air Service (code OACI : CIS, indicatif radio : CHALLOTINE) est basée sur l'aéroport d'Auxerre. Cette société d'aviation appartenait à Gérard Bourgoin, industriel volailler et ancien Président de l'AJ Auxerre et de la ligue nationale de football qui lui servira à rallier ses usines dans l'hexagone, de compagnie d'avion-taxi et à une certaine époque, de transport de l'équipe de football de l'AJ Auxerre.
En février 2003, l'arrêté d'occupation temporaire, concession de l'État à la CCI d'Auxerre pour la gestion de l'aéroport est renouvelé pour une durée de cinq ans.
En 2007, la commission européenne lance le ciel unique européen qui devient une compétence de l'Union européenne et un domaine de libre concurrence. L'État décentralise alors les aéroports de proximité et les transfère aux collectivités territoriales.
Dans l'Yonne, c'est le syndicat mixte de l'aéroport d'Auxerre qui devient le propriétaire de l'aéroport.
En 2008, la délégation de service public est confiée à la CCI de l'Yonne jusqu'au 5 février 2016.
Cette DSP sera ensuite assurée par SNC Lavalin, société d'ingénierie canadienne, jusqu'en 2017.
Les actifs SNC Lavalin sont alors repris par deux sociétés d'investissements (Ciclad et Impact Holding) à capitaux 100% français.
Edeis Concessions est le gestionnaire depuis 2016 de l'aéroport d'Auxerre avec une DSP de 7 ans.
En 2018, l'aviation civile interdit d'usage de la piste pour les gros avions en raison de la présence d'arbres à proximité.

## Installations

### Piste(s)
L’aéroport dispose d’une piste bitumée orientée sud-nord (36/18) (changement de variation géographique magnétique en 2015), longue de 1 650 mètres et large de 30. Elle est dotée :
- d’un balisage diurne et nocturne ;
- d’un indicateur de plan d’approche (PAPI) pour chaque sens d’atterrissage ;
- d’une approche aux instruments classique (NDB non directional beacon appelé AX) en 18 et de deux approches GNSS (global navigation satellite system) en pistes 36 et 18.

### Prestations
L’aéroport n’est pas contrôlé mais dispose d’un service d’information de vol (AFIS). Les communications s’effectuent sur la fréquence de 129,805 MHz. Il est agréé pour le vol à vue (VFR) de nuit et le vol aux instruments (IFR).
S’y ajoutent :
- une aire de stationnement ;
- une aérogare ;
- des hangars ;
- une station d’avitaillement en carburant (100LL et Jet A1).
- postes de douane (préavis 4H)
- restaurant
- parking voitures

## Accès
L'aéroport est proche de la N6, situé entre la D48 et D31.
Il est à 120 km de Paris, 140 km de Dijon et 110 km de Nevers.

## Activités
Entreprises, clubs et associations :
- Deltatango aviation, entreprise de mécanique aéronautique[7]
- Aéroclub de l'Yonne, aéroclub, pilotage, baptêmes de l'air[8]
- Air sport ULM, école pilotage ULM[9]
- Les ailes auxerroises
- Paris Jump Auxerre, Parachutisme, sauts en tandem[10]

L'aéroport accueille un certain nombre de manifestations, essentiellement durant le printemps et l'été.

### Transports

#### Compagnies et lignes aériennes
L'aéroport ne possède pas de compagnies aériennes basées, pas de billetterie ouverte au grand public. Il est utilisé par l'aviation d'affaires, de tourisme privé et de loisirs.

#### Statistiques
Pour les statistiques : consulter le site UAF Union des aéroports français.
80 % des vols sont des vols de loisir, de formation ou de service public. Les 20 % de vols commerciaux réalisent 60 % du chiffre d'affaires de l'aéroport.
| Année | Passagers | Mouvements |
| ----- | --------- | ---------- |
| 2018  | 918       | 7 060      |
| 2019  | 850       | 9 319      |
| 2020  | 887       | 8 695      |
| 2021  | 922       | 11 956     |
| 2022  | 1832      | 11 144     |
| 2023  | 2 546     | 10 820     |
| 2024  | 2 299     | 11 624     |